# Gunung Ayamayam
Gunung Ayamayam är ett berg i Indonesien. Det ligger i den västra delen av landet, 400 km öster om huvudstaden Jakarta. Toppen på Gunung Ayamayam är 825 meter över havet.
Terrängen runt Gunung Ayamayam är kuperad åt sydväst, men åt nordost är den platt. Runt Gunung Ayamayam är det tätbefolkat, med 356 invånare per kvadratkilometer. Närmaste större samhälle är Mertoyudan, 16,2 km nordost om Gunung Ayamayam. I omgivningarna runt Gunung Ayamayam växer i huvudsak städsegrön lövskog.